# Sportverein Babelsberg 1903 1999-2000
Questa voce raccoglie le informazioni riguardanti lo Sportverein Babelsberg 1903 nelle competizioni ufficiali della stagione 1999-2000.

## Stagione
Nella stagione 1999-2000 il Babelsberg, allenato da Karsten Heine e Hermann Andreev, concluse il campionato di Regionalliga nordest al 5º posto. In Coppa di Germania il Babelsberg fu eliminato al terzo turno dal Friburgo.

## Rosa
| N. |                                 | Ruolo | Calciatore             |
| -- | ------------------------------- | ----- | ---------------------- |
| 3  | Germania (bandiera)             | D     | Heiko März             |
| 4  | Germania (bandiera)             | D     | Marcus Petsch          |
| 10 | Croazia (bandiera)              | C     | Davor Krznaric         |
| 17 | Germania (bandiera)             | D     | Marco Laaser           |
| 21 | Germania (bandiera)             | C     | Michael Lorenz         |
| 24 | Polonia (bandiera)              | C     | Sławomir Chałaśkiewicz |
| 25 | Bosnia ed Erzegovina (bandiera) | C     | Almedin Civa           |
| 28 | Germania (bandiera)             | P     | Dirk Heinrichs         |
| 30 | Germania (bandiera)             | A     | Marco Küntzel          |
|    | Germania (bandiera)             | P     | Mathias Hanauer        |
|    | Germania (bandiera)             | P     | Oskar Kosche           |
|    | Germania (bandiera)             | D     | Heiko Bengs            |
|    | Germania (bandiera)             | D     | Jörg Buder             |

| N. |                       | Ruolo | Calciatore         |
| -- | --------------------- | ----- | ------------------ |
|    | Niger (bandiera)      | D     | Ali Moustapha      |
|    | Germania (bandiera)   | D     | Roman Müller       |
|    | Germania (bandiera)   | C     | Guido Block        |
|    | Polonia (bandiera)    | C     | Robert Kildanowicz |
|    | Germania (bandiera)   | C     | Stefan Oesker      |
|    | Germania (bandiera)   | C     | Stephan Schmidt    |
|    | Bulgaria (bandiera)   | C     | Ivelin Spasov      |
|    | Germania (bandiera)   | C     | Michael Steiner    |
|    | Germania (bandiera)   | C     | Roland Wendt       |
|    | Germania (bandiera)   | A     | Hendryk Lau        |
|    | Nigeria (bandiera)    | A     | Festus Odini       |
|    | Germania (bandiera)   | A     | Sven Ohly          |
|    | Slovacchia (bandiera) | A     | Richard Slezák     |

## Organigramma societario
Area tecnica
- Allenatore: Hermann Andreev
- Allenatore in seconda:
- Preparatore dei portieri:
- Preparatori atletici:
- Analisi video:

## Calciomercato

### Sessione estiva
| Acquisti | Acquisti       | Acquisti         | Acquisti |
| R.       | Nome           | da               | Modalità |
| -------- | -------------- | ---------------- | -------- |
| C        | Almedin Civa   | Uerdingen 05     |          |
| P        | Oskar Kosche   | Union Berlino    |          |
| C        | Davor Krznaric | BFC Dynamo       |          |
| D        | Marco Laaser   | Hansa Rostock II |          |
| C        | Michael Lorenz | Uerdingen 05     |          |
| D        | Roman Müller   | Sachsen Lipsia   |          |
| A        | Festus Odini   | Spandauer        |          |
| A        | Sven Ohly      | BFC Dynamo       |          |
| A        | Richard Slezák | Wörgl            |          |

| Cessioni | Cessioni         | Cessioni          | Cessioni |
| R.       | Nome             | a                 | Modalità |
| -------- | ---------------- | ----------------- | -------- |
| D        | Pit Grundmann    | Hertha Berlino II |          |
| A        | Noel Kipre       | Wuppertal         |          |
| D        | Gerald Klews     | Oldenburg         |          |
| C        | Kais Manai       | TuS Celle         |          |
| A        | Sebastian Müller | Dinamo Dresda     |          |

### Sessione invernale
| Acquisti | Acquisti      | Acquisti    | Acquisti |
| R.       | Nome          | da          | Modalità |
| -------- | ------------- | ----------- | -------- |
| D        | Ali Moustapha | Lok Stendal |          |
| C        | Ivelin Spasov | Lok Stendal |          |

| Cessioni | Cessioni | Cessioni | Cessioni |
| R.       | Nome     | a        | Modalità |
| -------- | -------- | -------- | -------- |

## Risultati

### Regionalliga nordest

#### Girone di andata
| Arbitro: | Weber |

|                                |           |               |
| Bengs 51’ Lau 65’ Krznaric 74’ | Marcatori | 64’ Gaißmayer |

| Arbitro: | Jauch |

|                          |           |                      |
| Spranger 35’ Miftari 87’ | Marcatori | 86’ Slezák 90’ Block |

| Arbitro: | Dittrich |

|                                    |           |                          |
| Lau 16’ Chałaśkiewicz 51’ März 72’ | Marcatori | 52’ Pantios 55’ Taljević |

| Arbitro: | Häcker |

|               |           |  |
| Moustapha 79’ | Marcatori |  |

| Arbitro: | Zschoke |

|             |           |                             |
| Lau 9’, 66’ | Marcatori | 13’ Mašlej 45’, 63’ Ofodile |

| Arbitro: | Melms |

|            |           |             |
| Pagels 48’ | Marcatori | 46’ Küntzel |

| Potsdam 11 settembre 1999, ore 14:00 CEST 7ª giornata | Babelsberg | 0 – 0 referto | Zwickau | Stadio Karl Liebknecht (1 963 spett.)\| Arbitro: \| Pleßke \| |
| Arbitro:                                              | Pleßke     |               |         |                                                               |

| Arbitro: | Binkowski |

|           |           |                        |
| Weber 84’ | Marcatori | 45’ Slezák 85’ Küntzel |

| Arbitro: | Wehnert |

|            |           |           |
| Lorenz 39’ | Marcatori | 4’ Sugzda |

| Arbitro: | Koop |

|                                               |           |          |
| Balcárek 26’ Andonov 76’ Härtel 79’ Popov 88’ | Marcatori | 77’ März |

| Arbitro: | Bley |

|                                   |           |  |
| Lau 3’ Bengs 62’ Küntzel 72’, 86’ | Marcatori |  |

| Arbitro: | Ruzik |

|  |           |                         |
|  | Marcatori | 18’ Slezák 34’ Krznaric |

| Arbitro: | Ranft |

|                                                                                            |           |              |
| Steiner 18’ Civa 34’ Slezák 36’ Lau 38’, 58’, 76’ Chałaśkiewicz 54’ Küntzel 78’ Lorenz 82’ | Marcatori | 31’ Glaubitz |

| Arbitro: | Schößling |

|           |           |                          |
| Günes 76’ | Marcatori | 44’, 66’ Lau 90’ Küntzel |

| Arbitro: | Weber |

|  |           |             |
|  | Marcatori | 78’ Küntzel |

| Potsdam 4 dicembre 1999, ore 13:00 CET 16ª giornata | Babelsberg | 0 – 0 referto | Dresdner SC | Stadio Karl Liebknecht (1 977 spett.)\| Arbitro: \| Gräfe \| |
| Arbitro:                                            | Gräfe      |               |             |                                                              |

| Arbitro: | Melms |

|                                |           |         |
| Zimmerling 18’ März 22’ (aut.) | Marcatori | 27’ Lau |

#### Girone di ritorno
| Arbitro: | Weise |

|                     |           |  |
| Dürr 37’ Räbsch 80’ | Marcatori |  |

| Arbitro: | Pleßke |

|                   |           |               |
| Lau 2’ Müller 54’ | Marcatori | 7’ Dos Santos |

| Arbitro: | Ranft |

|  |           |                  |
|  | Marcatori | 25’ März 65’ Lau |

| Arbitro: | Kruse |

|                      |           |  |
| Krznaric 41’ Lau 53’ | Marcatori |  |

| Arbitro: | Kokel |

|              |           |                                      |
| Ivanović 74’ | Marcatori | 23’, 56’ Ohly 67’ Lorenz 82’ Küntzel |

| Arbitro: | Marks |

|                         |           |                   |
| Krznaric 45’ Spasov 67’ | Marcatori | 56’, 87’ Zweigler |

| Arbitro: | Pleßke |

|                     |           |              |
| Kramer 12’ Jank 77’ | Marcatori | 80’ Krznaric |

| Arbitro: | Sather |

|         |           |           |
| Lau 44’ | Marcatori | 23’ Jović |

| Arbitro: | Gräfe |

|                      |           |            |
| Schönberg 44’ (rig.) | Marcatori | 1’ Küntzel |

| Arbitro: | Koop |

|  |           |            |
|  | Marcatori | 73’ Zöphel |

| Berlino 16 aprile 2000, ore 14:00 CEST 28ª giornata | Hertha Berlino II | 0 – 0 referto | Babelsberg | Stadion auf dem Wurfplatz (775 spett.)\| Arbitro: \| Wehnert \| |
| Arbitro:                                            | Wehnert           |               |            |                                                                 |

| Arbitro: | Fleske |

|                                  |           |                         |
| Lau 28’ Civa 38’ Kildanowicz 90’ | Marcatori | 65’ Murdza 67’ Schwöbel |

| Arbitro: | Bley |

|  |           |          |
|  | Marcatori | 77’ März |

| Arbitro: | Melms |

|  |           |                    |
|  | Marcatori | 7’ Lenz 39’ Koslov |

| Arbitro: | Melms |

|             |           |  |
| Küntzel 23’ | Marcatori |  |

| Arbitro: | Reck |

|                                                  |           |  |
| Milde 18’, 50’ Ratke 22’ Maglica 70’ Sánchez 78’ | Marcatori |  |

| Arbitro: | Heynemann |

|                        |           |  |
| Lorenz 32’ Schmidt 84’ | Marcatori |  |

### Coppa di Germania
| Arbitro: | Frank |

|         |           |  |
| Lau 90’ | Marcatori |  |

| Arbitro: | Trautmann |

|                               |           |                                                    |
| Civa 39’ (rig.) Krznaric 116’ | Marcatori | 49’ Iashvili 97’, 120’ Weißhaupt 110’ K'obiashvili |

## Statistiche

### Statistiche di squadra
| Competizione         | Punti | In casa | In casa | In casa | In casa | In casa | In casa | In trasferta | In trasferta | In trasferta | In trasferta | In trasferta | In trasferta | Totale | Totale | Totale | Totale | Totale | Totale | DR  |
| Competizione         | Punti | G       | V       | N       | P       | Gf      | Gs      | G            | V            | N            | P            | Gf           | Gs           | G      | V      | N      | P      | Gf     | Gs     | DR  |
| -------------------- | ----- | ------- | ------- | ------- | ------- | ------- | ------- | ------------ | ------------ | ------------ | ------------ | ------------ | ------------ | ------ | ------ | ------ | ------ | ------ | ------ | --- |
| Regionalliga nordest | 57    | 17      | 9       | 5       | 3       | 35      | 17      | 17           | 7            | 4            | 6            | 22           | 23           | 34     | 16     | 9      | 9      | 57     | 40     | +17 |
| Coppa di Germania    | -     | 2       | 1       | 0       | 1       | 3       | 4       | 0            | 0            | 0            | 0            | 0            | 0            | 2      | 1      | 0      | 1      | 3      | 4      | -1  |
| Totale               | 57    | 19      | 10      | 5       | 4       | 38      | 21      | 17           | 7            | 4            | 6            | 22           | 23           | 36     | 17     | 9      | 10     | 60     | 44     | +16 |

### Andamento in campionato
| Giornata  | 1 | 2 | 3 | 4 | 5 | 6 | 7 | 8 | 9 | 10 | 11 | 12 | 13 | 14 | 15 | 16 | 17 | 18 | 19 | 20 | 21 | 22 | 23 | 24 | 25 | 26 | 27 | 28 | 29 | 30 | 31 | 32 | 33 | 34 |
| --------- | - | - | - | - | - | - | - | - | - | -- | -- | -- | -- | -- | -- | -- | -- | -- | -- | -- | -- | -- | -- | -- | -- | -- | -- | -- | -- | -- | -- | -- | -- | -- |
| Luogo     | C | T | C | T | C | T | C | T | C | T  | C  | T  | C  | T  | T  | C  | T  | T  | C  | T  | C  | T  | C  | T  | C  | T  | C  | T  | C  | T  | C  | C  | T  | C  |
| Risultato | V | N | V | P | P | N | N | V | N | P  | V  | V  | V  | V  | V  | N  | P  | P  | V  | V  | V  | V  | N  | P  | N  | N  | P  | N  | V  | V  | P  | V  | P  | V  |
| Posizione | 3 | 5 | 3 | 5 | 6 | 7 | 8 | 7 | 6 | 11 | 7  | 6  | 5  | 5  | 5  | 5  | 5  | 5  | 5  | 5  | 5  | 2  | 3  | 4  | 5  | 5  | 5  | 5  | 5  | 5  | 6  | 6  | 6  | 5  |

Legenda:

Luogo: C = Casa; T = Trasferta. Risultato: V = Vittoria; N = Pareggio; P = Sconfitta.

### Statistiche dei giocatori
| Giocatore        | Regionalliga | Regionalliga | Regionalliga | Regionalliga | Coppa di Germania | Coppa di Germania | Coppa di Germania | Coppa di Germania | Totale   | Totale | Totale      | Totale     |
| Giocatore        | Presenze     | Reti         | Ammonizioni  | Espulsioni   | Presenze          | Reti              | Ammonizioni       | Espulsioni        | Presenze | Reti   | Ammonizioni | Espulsioni |
| ---------------- | ------------ | ------------ | ------------ | ------------ | ----------------- | ----------------- | ----------------- | ----------------- | -------- | ------ | ----------- | ---------- |
| H. Bengs         | 23           | 2            | 5            | 0            | 2                 | 0                 | 0                 | 0                 | 25       | 2      | 5           | 0          |
| G. Block         | 26           | 1            | 4            | 0            | 2                 | 0                 | 1                 | 0                 | 28       | 1      | 5           | 0          |
| J. Buder         | 2            | 0            | 0            | 0            | 0                 | 0                 | 0                 | 0                 | 2        | 0      | 0           | 0          |
| S. Chałaśkiewicz | 32           | 2            | 8            | 0            | 2                 | 0                 | 1                 | 0                 | 34       | 2      | 9           | 0          |
| A. Civa          | 34           | 2            | 5            | 0            | 2                 | 1                 | 1                 | 0                 | 36       | 3      | 6           | 0          |
| P. Grundmann     | 4            | 0            | 0            | 0            | 0                 | 0                 | 0                 | 0                 | 4        | 0      | 0           | 0          |
| M. Hanauer       | 0            | 0            | 0            | 0            | 0                 | 0                 | 0                 | 0                 | 0        | 0      | 0           | 0          |
| D. Heinrichs     | 4            | 0            | 0            | 0            | 0                 | 0                 | 0                 | 0                 | 4        | 0      | 0           | 0          |
| R. Kildanowicz   | 8            | 1            | 1            | 0            | 0                 | 0                 | 0                 | 0                 | 8        | 1      | 1           | 0          |
| O. Kosche        | 32           | 0            | 1            | 0            | 2                 | 0                 | 0                 | 0                 | 34       | 0      | 1           | 0          |
| D. Krznaric      | 33           | 5            | 2            | 1            | 2                 | 1                 | 0                 | 0                 | 35       | 6      | 2           | 1          |
| M. Küntzel       | 22           | 10           | 0            | 1            | 0                 | 0                 | 0                 | 0                 | 22       | 10     | 0           | 1          |
| M. Laaser        | 24           | 0            | 3            | 0            | 2                 | 0                 | 0                 | 0                 | 26       | 0      | 3           | 0          |
| H. Lau           | 29           | 16           | 7            | 0            | 2                 | 1                 | 1                 | 0                 | 31       | 17     | 8           | 0          |
| M. Lorenz        | 28           | 4            | 3            | 0            | 1                 | 0                 | 0                 | 0                 | 29       | 4      | 3           | 0          |
| A. Moustapha     | 4            | 0            | 1            | 0            | 0                 | 0                 | 0                 | 0                 | 4        | 0      | 1           | 0          |
| H. März          | 29           | 4            | 5            | 0            | 2                 | 0                 | 1                 | 0                 | 31       | 4      | 6           | 0          |
| R. Müller        | 12           | 1            | 2            | 0            | 1                 | 0                 | 0                 | 0                 | 13       | 1      | 2           | 0          |
| F. Odini         | 2            | 0            | 1            | 0            | 0                 | 0                 | 0                 | 0                 | 2        | 0      | 1           | 0          |
| S. Oesker        | 1            | 0            | 0            | 0            | 0                 | 0                 | 0                 | 0                 | 1        | 0      | 0           | 0          |
| S. Ohly          | 11           | 2            | 0            | 0            | 0                 | 0                 | 0                 | 0                 | 11       | 2      | 0           | 0          |
| M. Petsch        | 23           | 0            | 3            | 0            | 2                 | 0                 | 0                 | 0                 | 25       | 0      | 3           | 0          |
| S. Schmidt       | 28           | 1            | 10           | 0            | 2                 | 0                 | 0                 | 0                 | 30       | 1      | 10          | 0          |
| R. Slezák        | 22           | 4            | 2            | 0            | 1                 | 0                 | 0                 | 0                 | 23       | 4      | 2           | 0          |
| I. Spasov        | 10           | 1            | 2            | 0            | 0                 | 0                 | 0                 | 0                 | 10       | 1      | 2           | 0          |
| M. Steiner       | 15           | 1            | 3            | 1            | 1                 | 0                 | 0                 | 0                 | 16       | 1      | 3           | 1          |
| R. Wendt         | 6            | 0            | 1            | 0            | 0                 | 0                 | 0                 | 0                 | 6        | 0      | 1           | 0          |